# Zygonyx torridus
Zygonyx torridus – gatunek ważki z rodziny ważkowatych (Libellulidae). Szeroko rozprzestrzeniony w Afryce, występuje także w południowej Europie (Półwysep Iberyjski, Sycylia) i Azji (od Bliskiego Wschodu po Indie) oraz na wyspach na Oceanie Indyjskim (Mauritius, Reunion, Komory, Sokotra).